# Auvrest
Auvrest est un dessinateur-calligraphe actif à Paris vers 1780-1820 environ, membre dès 1795 de la Société libre d'institution et vérification d'écriture, arts et belles-lettres ou Société libre d'écriture, de vérification, belles-lettres et arts, sous le titre artiste écrivain .

## Biographie
Son prénom et son lieu de naissance sont inconnus. Le patronyme Auvrest est toutefois originaire de Lorraine. Le fait qu'il soit identifié une fois comme "Auvrest le jeune" tend à penser qu'il était fils ou frère d'un artiste déjà reconnu.
On sait seulement qu’il a habité à différentes adresses :
- n° 7 de la rue des Vieilles-Tuileries à Paris (adresse indiquée sur des portraits d'Henri IV, sur les Trois Grâces, et sur la scène de cabaret d'après Teniers) ;
- n° 69 de la rue du faubourg Montmartre (adresse indiquée sur un portrait de Napoléon empereur) ;
- n° 10 de la rue de Sèvres (adresse indiquée sur un portrait de Napoléon empereur, au Metropolitan museum of Art) ;
- n° 40 de la rue de Sèvres (adresse indiquée sur un portrait équestre d'Henri IV, vente Historia à Saint-Germain-en-Laye, 12 décembre 2010, n° 15) ;
- n° 31 de la rue des Boucheries-Saint-Germain (adresse indiquée sur : portrait équestre d'Henry IV ; portrait équestre de Frédéric de Prusse : portrait de Napoléon empereur).
- n° 275, rue de Rochechouard (dans la liste des membres de la Société académique d'écriture, in Almanach national pour l'an IV, p. 469).

À ne pas confondre avec Stanislas Jean Baptiste Auvrest (1772-1799) (fils de Jean-Louis Auvrest de Saint Léger, directeur des messageries de Lunéville), et qui était employé dans les messageries et qui, à la Révolution, fréquenta le club des Jacobins et fut juré du Tribunal révolutionnaire.
À ne pas confondre avec Auvray, lui aussi membre de la Société académique d'écriture.
Peut-être est-ce le même qu'un certain Auvrest, ancien professeur de l'École militaire et académique de Colmar, qui réalisa en 1783 un dessin à la plume intitulé "la Jument du compère Pierre", donné par M. Roux-Jourdain au musée de Clermont-Ferrand.

## Œuvres

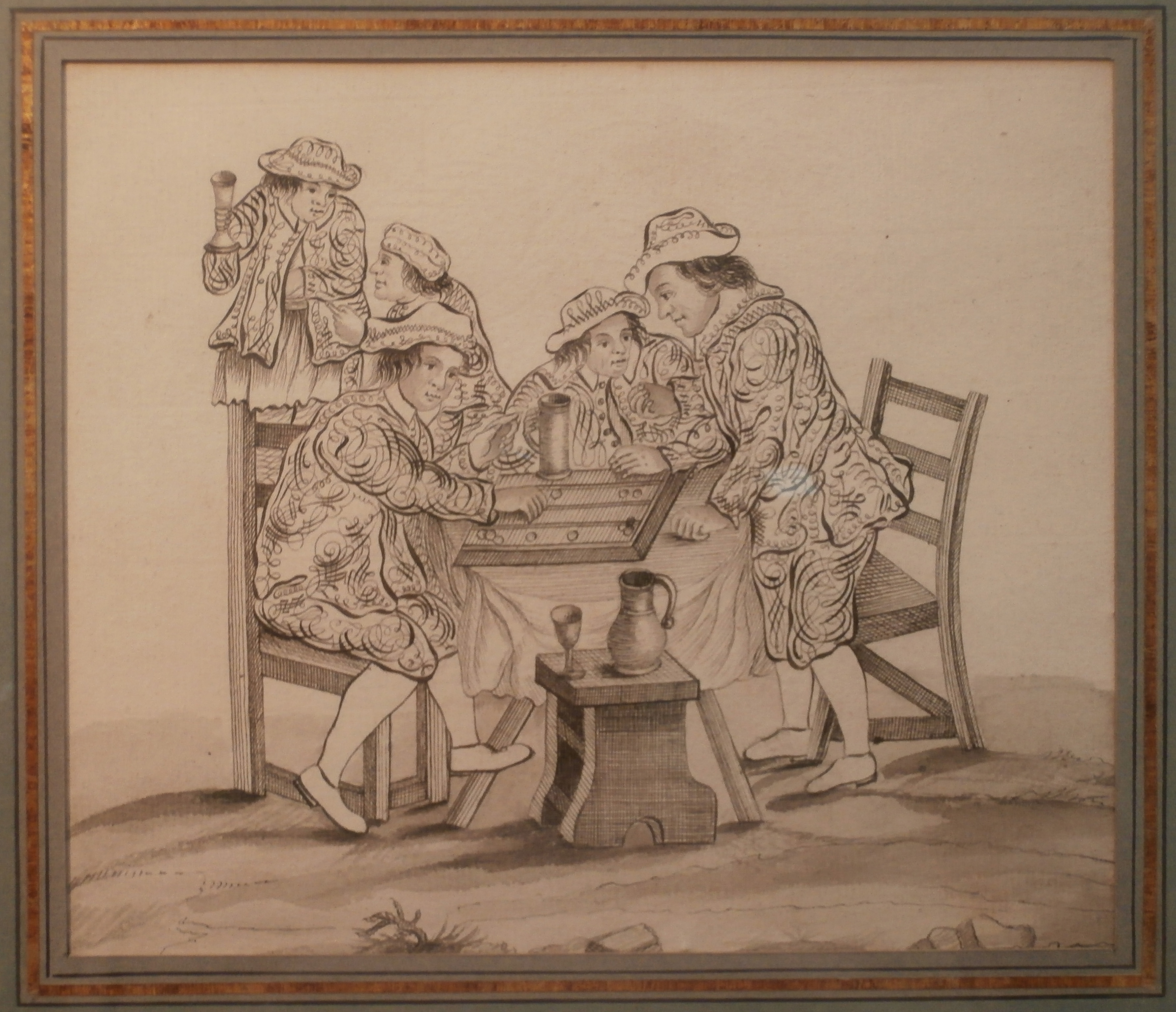
Joueurs de tric-trac, trait de plume d'Auvrest d'après Teniers (coll. LG).

Auvrest est connu pour ses dessins et portraits calligraphiques, réalisés au trait de plume. Il se situe dans la lignée de Jean de Beaugrand,  Balderic van Horicke ou Pierre-Jean-Paul Berny de Nogent. Pour la facture de ses portraits royaux et équestres, il peut être comparé à Pierre-Jean-Paul Berny de Nogent.
Il réalisa ces portraits parfois en plusieurs exemplaires : par exemple, on connaît environ une dizaine de dessins d'Henri IV à cheval, autant de Napoléon empereur, et trois de Frédéric de Prusse. En revanche, il semble que les portraits de personnages moins connus (députés de l'Assemblée nationale par exemple) n'ont été réalisés qu'à un seul exemplaire, probablement destiné au modèle.
On en trouve un échantillon représentatif sur le moteur « Collections » du ministère de la Culture (Auvrest).
On connaît notamment les pièces suivantes, conservées dans diverses collections :

### Portraits de souverains

#### Rois de France
- Portrait équestre de Henri IV voir ;
- Statue équestre de Henri IV sur le Pont-Neuf voir ;
- Henri IV et une dame voir. Ce dessin est une adaptation du dessin calligraphique de Pierre-Jean-Paul Berny de Nogent intitulé « Portrait de Pierre P. Rubens et de sa première femme », lui-même adapté d’un dessin de Balderic van Horicke (vers 1630-1640).
- Portrait équestre de Louis XIV (vente à Châteaudun le 29 juin 2015).
- Portrait équestre de Louis XV, vers la droite (vente Marseille, Leclère, 23 juin 2007).
- Portrait équestre de Louis XVI, en empereur romain, vers la gauche (Catalogue d'estampes, vente à Drouot 14-16 novembre 1859, n° 849 ; vente Marseille, Leclère, 23 juin 2007).
- Portrait équestre de Louis XVIII (collection du Cabinet Honoré d'Urfé, à Paris).

#### Napoléon
- Portrait équestre de Napoléon Bonaparte, comme Premier Consul, dirigé vers la gauche. Plusieurs exemplaires connus :
  - Metropolitan museum of art, Elisha Whittelsey collection 
  - Vente Drouot, Maigret, Paris, 7 novembre 2013, n° 17 
  - Vente Drouot, Beaussant Lefèvre, Paris, 4 juin 2008, n° 195 (la représentation est la même que celle du Premier Consul, mais le titre est actualisé : Napoléon 1er, Empereur des Français & Roy d'Italie (1806).  
  - Paris, Fondation Dosne-Thiers. .
- Portrait équestre de Napoléon Ier comme Empereur, dirigé vers la gauche (à l'adresse de la rue de Sèvres, n° 10). Trois exemplaires connus : 
  - Metropolitan museum of art .
  - vente aux enchères, Marseille, Leclère, 21 septembre 2015, n° 109. Daté de 1808. 
  - vente aux enchères, Morlaix, Dupont, 6 août 2013, n° 419.
- Portrait équestre de Napoléon Ier comme Empereur, dirigé vers la droite. Plusieurs exemplaires connus :
  - Paris, BNF. À l'adresse de la rue du Faubourg Montmartre voir
  - Vente Christie's, Londres, 17 décembre 1998. A l'adresse de la rue du Faubourg Montmartre 
  - Paris, INHA. À l'adresse  de la rue des Boucheries Saint Germain. .
- Napoléon à cheval, couronné par la Victoire. Paris, Fondation Dosne-Thiers.
- Portrait de Marie-Louise à cheval. Paris, Fondation Dosne-Thiers .

#### Autres souverains
- Portrait de Stanislas, roi de Pologne et duc de Lorraine (1786), offert par M. Vaultrin au Musée lorrain en 1862.
- Portrait équestre de Frédéric II de Prusse voir. Il existe une version vers la droite et une autre vers la gauche. L'un des exemplaires est daté de 1809 (vente Christie's, Londres, 16 avril 1999, n° 202). Un autre exemplaire, vers la gauche, porte la date de 1813 (exposition Cabinet Honoré d'Urfé, Paris, 2016).

### Portraits de personnages historiques
- Portrait de Turenne ;
- Portrait du prince de Condé (vente Drouot, Beaussant-Lefèvre, 3 juin 2015).
- Portrait équestre du comte de Saxe.
- Portrait de Sully (1788), donné au Musée Lorrain en 1863 avec un portrait de Necker. Lors de la donation, ces portraits furent attribués à "Auvrest le jeune".

### Portraits de députés
- Portrait de Rémy Claye, député du bailliage de Châteauneuf en Thymerais aux États-généraux (dessin daté de 1789).
- Portrait de Jean François, membre de l'académie de Bordeaux, député d'Agen aux États-généraux (1789). D'après la gravure de Moreau le Jeune éditée chez Déjabin (Revue de l'Agenais, 1957, p. 252).
- Portrait de Louis marquis de Mesgrigny député à l’Assemblée nationale (dessin daté du 12 juillet 1791).
- Portrait de Charles François Duval de Grandpré, député à l'Assemblée nationale (dessin daté du 19 juillet 1791).
- Portrait d'Antoine-François Delandine, député à l'Assemblée nationale.
- Portrait de Charles Antoine Chasset, député de la sénéchaussée de Beaujolais à l'Assemblée nationale (vente Drouot, Beaussant-Lefèvre, 3 juin 2015).
- Portrait du comte de Ruillé, député de l'Anjou aux États-généraux, d’après la gravure de Courbe ; voir.

### Portraits de divers contemporains
- Portrait de Necker (1788), donné au Musée Lorrain en 1863 avec un portrait de Sully. Lors de la donation, ces portraits furent attribués à "Auvrest le jeune".
- Portrait de Lafayette, entre les allégories de la Guerre et de la Victoire, daté de 1790.
- Une paire de portraits en buste de Voltaire et de Jean-Jacques Rousseau.
- Portrait de Voltaire, en pied et de profil, en habit de cour, coiffé d’une perruque bien frisée, un peu voûté, canne à la main (Sieurin, Manuel de l'amateur d'illustrations, Paris, Labitte, 1875).
- Portrait de Louis Charles Antoine Desaix.
- Portrait d'Aymard Charles de Nicolaÿ.

### Scènes de genre
- Les trois Grâces (dessin daté du 2 mai 1783).
- ''Joueurs de trictrac autour d’une table, d'après Teniers (Paris, coll. LG).
- Personnages autour de la table (1790), dans le genre de Teniers (vente Tajan, 9 juin 2006).
- Quatre hommes fumant la pipe et buvant de la bière, autour d'un tonneau (vente Christie's, Londres, 15 décembre 1999).
- Paysans flamands et paysannes en goguette, dessin à la plume, donné par M. Roux-Jourdain au Musée de Clermont-Ferrand.
- Paysans flamands buvant, dessin à la plume, donné par M. Roux-Jourdain au Musée de Clermont-Ferrand.

### Illustration
- Le Frère Luce, illustration pour les Contes de La Fontaine, d'après la planche de Subleiras (« Dessiné à la plume par Auvrest, membre de la Société libre d'instruction, vérification d'écriture, arts et belles-lettres de Paris ») (vers 1795-1800).